# Pauline Dube
Opha Pauline Dube (Botsuana, 1960) es una científica ambiental de Botsuana y profesora asociada en el departamento de viencias ambientales de la Universidad de Botsuana. Fue una de las coautoras del Informe Especial sobre Calentamiento Global de 1,5 °C. Es una de los quince científicos responsables de crear Informe de Desarrollo Sostenible Global 2023 para la Organización de las Naciones Unidas.

## Trayectoria
Dube nació en 1960. En 1989, Dube hizo un programa de investigación/curso de posgrado (MPhil) en Percepción Remota Aplicada en el Instituto de Tecnología de Cranfield en el Reino Unido. Se graduó con un doctorado de la Universidad de Queensland en 2000. Obtuvo su doctorado gracias a una colaboración entre la Universidad de Botsuana y la Universidad de Queensland organizada por la Organización de Investigación Científica e Industrial de la Commonwealth. El trabajo consistió en investigar si los métodos basados en la teledetección utilizados en los rangos australianos podrían aplicarse para monitorear la degradación de la tierra en Botsuana.
Dube se convirtió en profesora asociada en el Departamento de Ciencias Ambientales de la Universidad de Botsuana. En 2012, obtuvo una beca de investigación en el Centro Nacional de Investigación de Adaptación al Cambio Climático de Australia (NCCARF) en la Universidad de Griffith y nuevamente en 2018 ocupó un puesto similar en el Instituto de Cambio Ambiental de la Universidad de Oxford. Dube fue Co-Vicepresidenta del Programa Internacional de Geosfera-Biosfera (IGBP) entre 2010 y 2015 y Vicepresidenta del Comité Nacional de Cambio Climático de Botsuana entre 2017 y 2019.
Dube ha desarrollado su experiencia en desarrollo sostenible, gestión ambiental inclusiva en la comunidad y adaptación al cambio climático. Se involucró en el campo del cambio climático como autora colaboradora del Grupo Intergubernamental de Expertos sobre el Cambio Climático (IPCC) desde el Tercer Informe de Evaluación del IPCC. Ha contribuido al Tercer, Cuarto y Quinto Informes de Evaluación del IPCC, actuando como autora y como editora de revisión. Este grupo "evalúa la vulnerabilidad de los sistemas socioeconómicos y naturales al cambio climático, las consecuencias negativas y positivas del cambio climático y las opciones para adaptarse a él". También fue autora principal y coordinadora de dos de los informes especiales del IPCC: Gestión de los riesgos de eventos extremos y desastres para promover la adaptación al cambio climático (SREX) y Calentamiento global de 1,5 °C (SR15). Además, Dube trabaja como editora de revisión para el próximo Sexto Informe de Evaluación del IPCC, en el capítulo titulado "Alimentos, fibras y otros productos del ecosistema".
Además, se convirtió en copresidenta del Comité Asesor Científico de la Investigación del Clima para el Desarrollo en África (CR4D) -UNECA y vicepresidenta del Panel Asesor Científico de la Organización Meteorológica Mundial (OMM). También es una de las editoras jefe de la revista académica Elsevier Current Opinion in Environmental Sustainability y editora asociada de CSIRO Rangeland Journal.

## Reconocimientos
El Gobierno de Australia le otorgó un Australia Award, cuando fue reconocida como la "Alumna del año". Su trabajo en el Informe Cambio Climático 2007: Impactos, Adaptación y Vulnerabilidad (AR4 WG2), como parte del Cuarto Informe de Evaluación, llevó a Dube a recibir un Certificado Internacional del Premio Nobel de la Paz en 2007.
En 2019, fue nombrada una de las 100 personas más influyentes en el cambio climático. En octubre de 2020 fue designada por el Secretario General de la ONU para ser uno de los quince científicos que crearían el Informe de Desarrollo Sostenible Global 2023 para las Naciones Unidas.

## Publicaciones seleccionadas
- Frank Biermann, Xuemei Bai, Ninad Bondre, Wendy Broadgate, Chen-Tung Arthur Chen, Opha Pauline Dube, Jan Willem Erisman, Marion Glaser, Sandra van der Hel, Maria Carmen Lemos, Sybil Seitzinger, Karen C. Seton (2016). Down to earth: Contextualizing the Anthropocene. Global Environmental Change, 39, 341–350. doi:10.1016/j.gloenvcha.2015.11.004
- Yiheyis Taddele Maru, Mark Stafford Smith, Ashley Sparrow, Patricia F.Pinho und Opha Pauline Dube (2014). A linked vulnerability and resilience framework for adaptation pathways in remote disadvantaged communities. Global Environmental Change, 28, 337–350. doi:10.1016/j.gloenvcha.2013.12.007
- Allen, M.R., O.P. Dube, W. Solecki, F. Aragón-Durand, W. Cramer, S. Humphreys, M. Kainuma, J. Kala, N. Mahowald, Y. Mulugetta, R. Perez, M.Wairiu, and K. Zickfeld, 2018: Framing and Context. In: Global Warming of 1.5 °C. An IPCC Special Report on the impacts of global warming of 1.5 °C above pre-industrial levels and related global greenhouse gas emission pathways, in the context of strengthening the global response to the threat of climate change, sustainable development, and efforts to eradicate poverty [Masson-Delmotte, V. et al. (eds.)]. In Press.
- Maru, YT, MS Smith, A. Sparrow, PF Pinho, OP Dube, 2014. Un marco vinculado de vulnerabilidad y resiliencia para las vías de adaptación en comunidades remotas desfavorecidas. Cambio ambiental global, 28, 337–350. doi: 10.1016 / j.gloenvcha.2013.12.007
- Dube, OP, 2009. Vinculación del fuego y el clima: interacciones con el uso de la tierra, la vegetación y el suelo. Opinión Actual en Sostenibilidad Ambiental, 1 (2), 161-169. doi.org/10.1016/j.cosust.2009.10.008
- Fischlin, A., GF Midgley, JT Price, R. Leemans, B. Gopal, C. Turley, MDA Rounsevell, OP Dube, J. Tarazona, AA Velichko, 2007. Ecosistemas, sus propiedades, bienes y servicios. En: Cambio Climático 2007: Impactos, Adaptación y Vulnerabilidad. Contribución del Grupo de Trabajo II al Cuarto Informe de Evaluación del Panel Intergubernamental sobre Cambio Climático. [Parry, ML et al . eds. ]. Cambridge University Press, Cambridge, 211-272.